# 广西睑虎
广西睑虎（学名：Goniurosaurus kwangsiensis）一种分布于中华人民共和国广西壮族自治区的爬行动物，隶属于睑虎科洞穴睑虎属。
本种系由嘉道理农场暨植物园的工作人员杨剑焕、陈辈乐两人发现命名。